# Edition Karo
Edition Karo – Literaturverlag Josefine Rosalski (Eigenschreibweise: edition karo) ist ein deutscher Buchverlag mit Geschäftssitz in Berlin, der von der Journalistin Josefine Rosalski im Jahr 2004 gegründet wurde. Die Programmschwerpunkte liegen auf Lyrik, Prosa, Monographien, Reiseerzählungen, Anthologien und Kriminalromanen.
Der Verlag ist Mitglied im Börsenverein des Deutschen Buchhandels und unterstützt die Kurt-Wolff-Stiftung zur Förderung einer vielfältigen Verlags- und Literaturszene.
Josefine Rosalski belegte nach eigenen Angaben im Jahr 2003 den 1. Platz für Lyrik der Bonner Buchmesse Migration und war 2004 für den Agatha-Christie-Krimipreis nominiert.

## KaroKrimiPreis, Krimi-Anthologien und Weihnachtskrimis
Nach den Veröffentlichungen von zwei Krimi-Anthologien in den Jahren 2005 und 2008 schrieb das Verlagshaus im Jahr 2009 erstmals den KaroKrimiPreis aus, der seitdem nahezu regelmäßig in Zweijahresabständen jeweils von einer externen Jury vergeben wird und mit insgesamt etwa 600 Euro Preisgeld dotiert ist. Die Handlungen der Anthologien spielen jeweils in einer Großstadt zur Weihnachtszeit (u. a. Berlin, Hamburg, Wien usw.), deshalb ist auch die Rede von den Weihnachtskrimis, siehe folgende Auswahl:
- Still und starr ruht die Spree – Berliner Weihnachtskrimis. 2005, ISBN 978-3-937881-03-4.
- Schneeflöckchen, Mordsglöckchen. 2009, ISBN 978-3-937881-09-6 (mit den Gewinnern Petra Nouns, Reinhard Georg Starzne, Sunil Mann).
- Lieber guter Weihnachtsmann, schau mich nicht so böse an. 2011, ISBN 978-3-937881-10-2 (mit den Gewinnern Sandra Roszewski, Regine Röder-Ensikat, Jürgen Rath, Susanne Rüster).
- Am Weihnachtsbaum die Lichter brennen – 24 ausgewählte Weihnachtskrimis aus Berlin. 2014, ISBN 978-3-937881-00-3 (Sonderausgabe).
- Advent, Advent, die Alster brennt. 2015, ISBN 978-3-937881-16-4 (mit den Gewinnern Kai Riedemann, Jürgen Rath, Sarah Fiona Gahlen).
- Böser die Glocken nie klingen – Berliner Weihnachtskrimis. 2016, ISBN 978-3-945961-03-2 (Neuausgabe von 2008).
- Weihnachtlich glänzet der Wald – Wiener Weihnachtskrimis. 2017, ISBN 978-3-945961-04-9 (mit den Gewinnern Sandra Spreemann, Ruth Reuter, Detlef Seydel).
- Kling Glöckchen, klingelingeling. 2019, ISBN 978-3-945961-13-1 (mit den Gewinnern Sabine Frambach, Detlef Seydel, Brigitte Karin Becker).
- Schneeflockenrauschen – Das Geheimnis der Schwarzen Serie. 2023, Roman von Ilja Bohnet, ISBN 978-3-945961-33-9.